# Église des Carmes du Puy-en-Velay

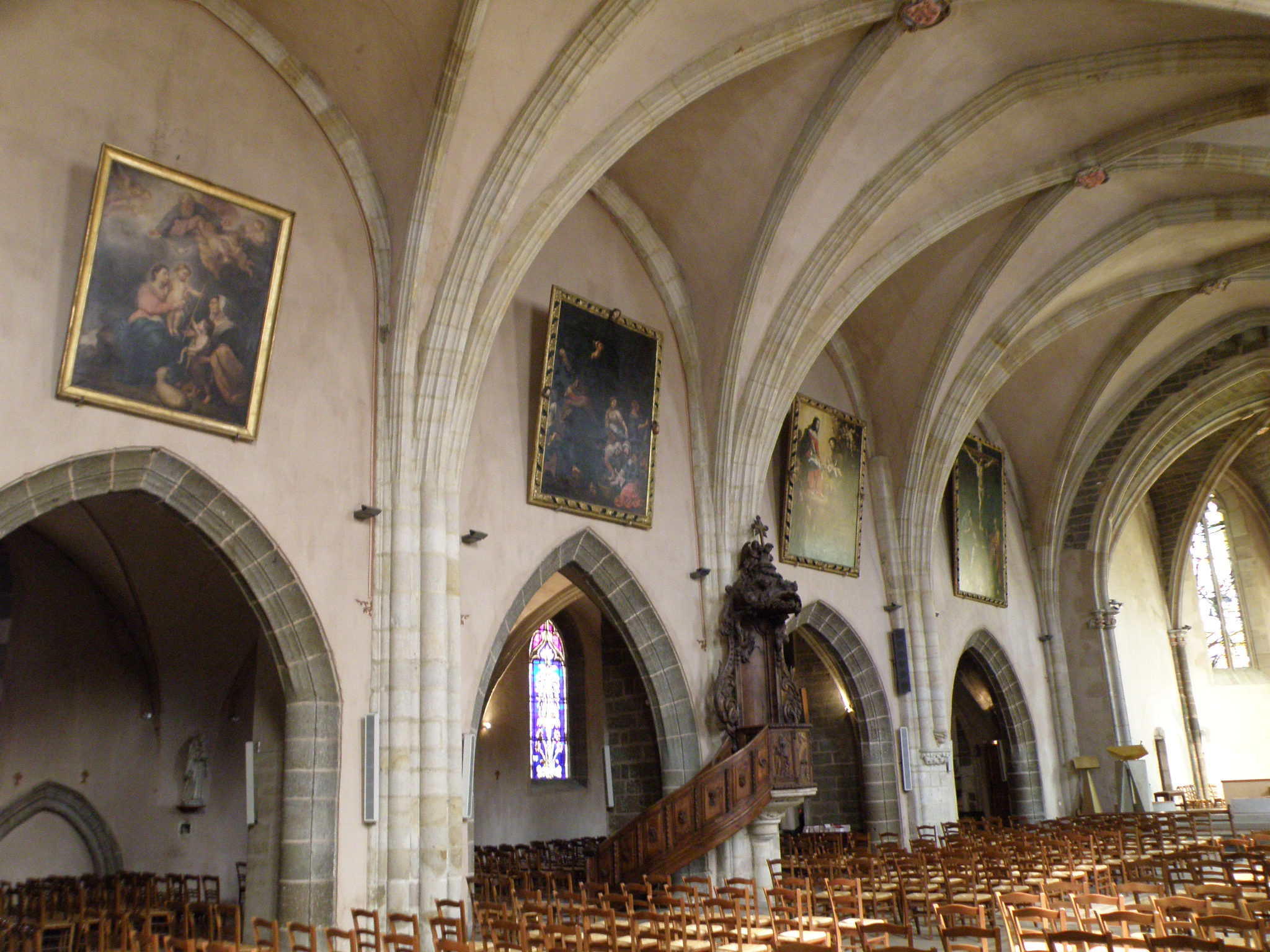
Intérieur de l'église des Carmes.

Pour les articles homonymes, voir église des Carmes.
L'église des Carmes du Puy-en-Velay est un monument situé dans la ville du Puy-en-Velay dans le département de la Haute-Loire.
L'église des Carmes est inscrite au titre des monuments historiques par arrêté du 30 décembre 1988.

## Histoire
La construction d'un modeste monastère et son église en dehors des remparts de la ville du Puy-en-Velay s'achève à la fin du XIIIe siècle. En 1340, le monastère accueille les Carmes dans la ville du Puy-en-Velay. 
Le bâtiment que nous pouvons voir de nos jours est, bien que basé sur cet ancien édifice, très remanié et modifié, comme la prolongation des collatéraux de l’église, établie de 1840 à 1845. Plus tard mais toujours au XIXe siècle, la façade est reconstruite dans sa totalité (1863-1866) dans le style néo-gothique, et le voûtage de l’église est rénové en 1867. En effet, la nouvelle façade principale de l’édifice arbore deux tours de trois étages, ainsi que trois portails à leur large base ornée de pinacles. 
Dû à l’érosion des intempéries et du temps, la façade et ses sculptures se dégradent rapidement : la pierre est de mauvaise qualité, et beaucoup d’entre elles sont dépourvues d’enduit, probablement car les moyens financiers pour la construction du bâtiment étaient insuffisants. Cette accumulation d'inconvénients va vite poser des problèmes structurels importants à l’édifice. Rapidement, la façade de l’église commence à tomber en ruines : de considérables fissures se laissent voir sur les murs des tours ; la rambarde ornée au-dessus du portail central de la façade est retirée, tombant peu à peu. L’état de la structure est inquiétant, des filets sont installés peu après que les tours de la façade soient partiellement démolies : les balustrades et le haut du dernier étage des deux tours sont retirés, et remplacés par un toit plat. les pinacles disposés sur la base des tours s'effritent, avant d’être finalement retirés manuellement par la suite, au cours du XXe siècle. La dégradation rapide des pierres était probablement liée au manque de passages d’écoulement pour l’eau, qui aurait fragilisé la structure.
En 2015, un sondage est effectué par la municipalité de la ville du Puy-en-Velay sur la population ponote, pour voter entre deux choix de réfection de la façade de l’église des Carmes. Le premier choix est “une reconstruction historique, selon les plans de l'architecte de l'époque”, avec des pierres de qualité (et de l’enduit), tandis que la deuxième proposition est une “suppression du porche actuel de l'église des Carmes et une recomposition de la façade orientée sur du contemporain”. Finalement, parmi les 760 participants du sondage, 677 (89,07 % des votants) se sont prononcés en faveur de la reconstruction historique, tandis que 67 participants (8,82 % des votants) se sont penchés en faveur de la “recomposition contemporaine” de l’édifice. 16 personnes (soit 2,11 % des votants) ont eu un avis partagé entre les deux choix.

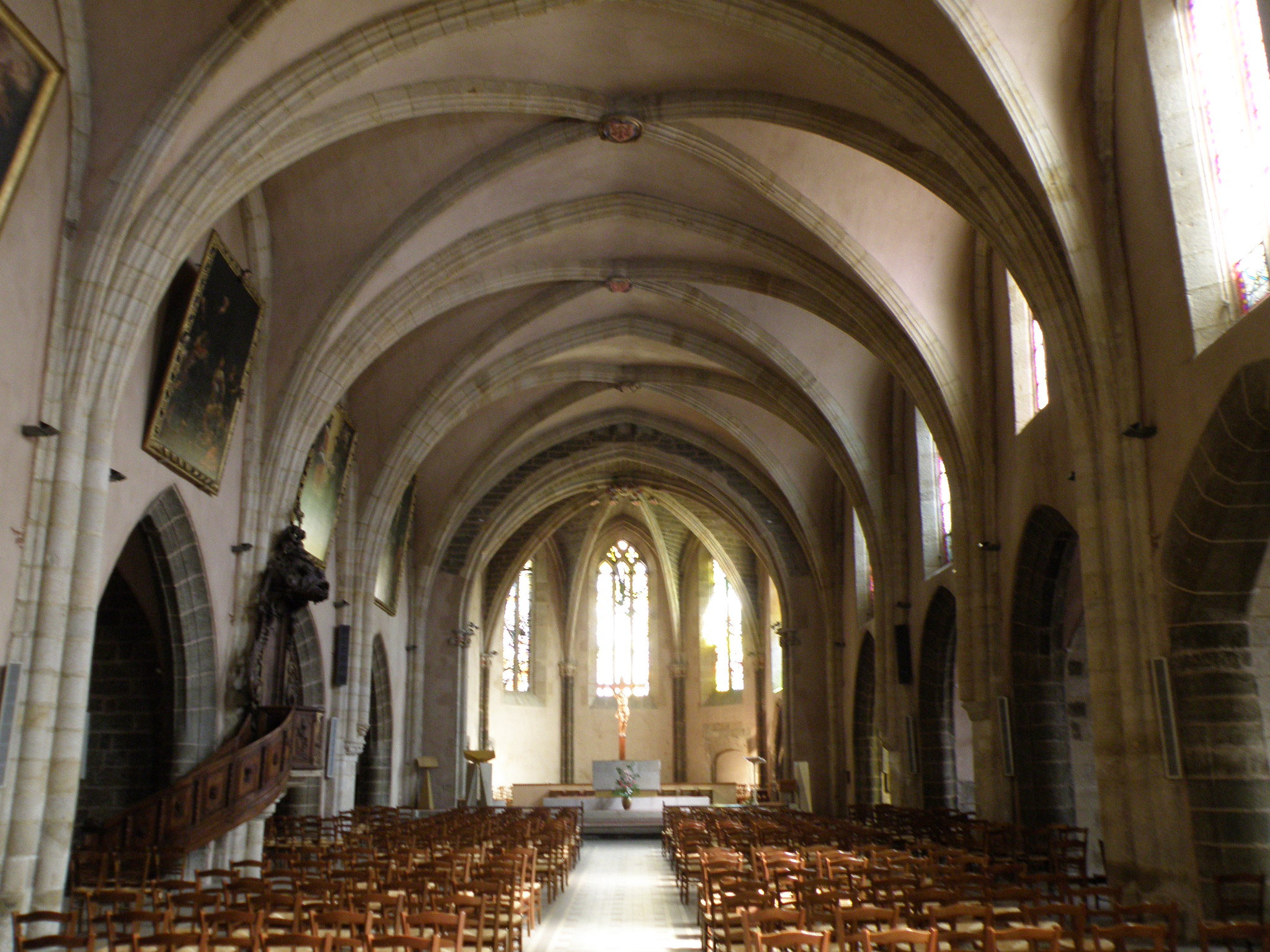
Vue de l'intérieur de l'église des Carmes par l'entrée centrale de l'édifice. (Nef et chœur)

Le vote terminé, la reconstruction historique de la façade l’emporte. 
Un appel aux dons : "la sauvegarde du patrimoine communal est l'affaire de tous" est lancé en 2017 par la ville du Puy-en-Velay pour aider à financer les travaux de réfection du bâtiment, en coopération avec la Fondation du Patrimoine.
Le montant total des travaux est estimé à 1 380 539 € HT. L’entreprise “Le Compagnon” se charge de l'exécution du projet.
En 2019, les travaux de rénovation débutent. L’arrivée de la pandémie du virus COVID-19 en France mettra une pause au chantier, qui recommencera quelque temps plus tard, après un retard considérable. Le chantier de réfection est toujours en cours.